# 에디 캠벨
에디 캠벨(Edie Campbell, 1990년 9월 25일 ~ )은 잉글랜드의 모델이다.